# Polskie nazwiska

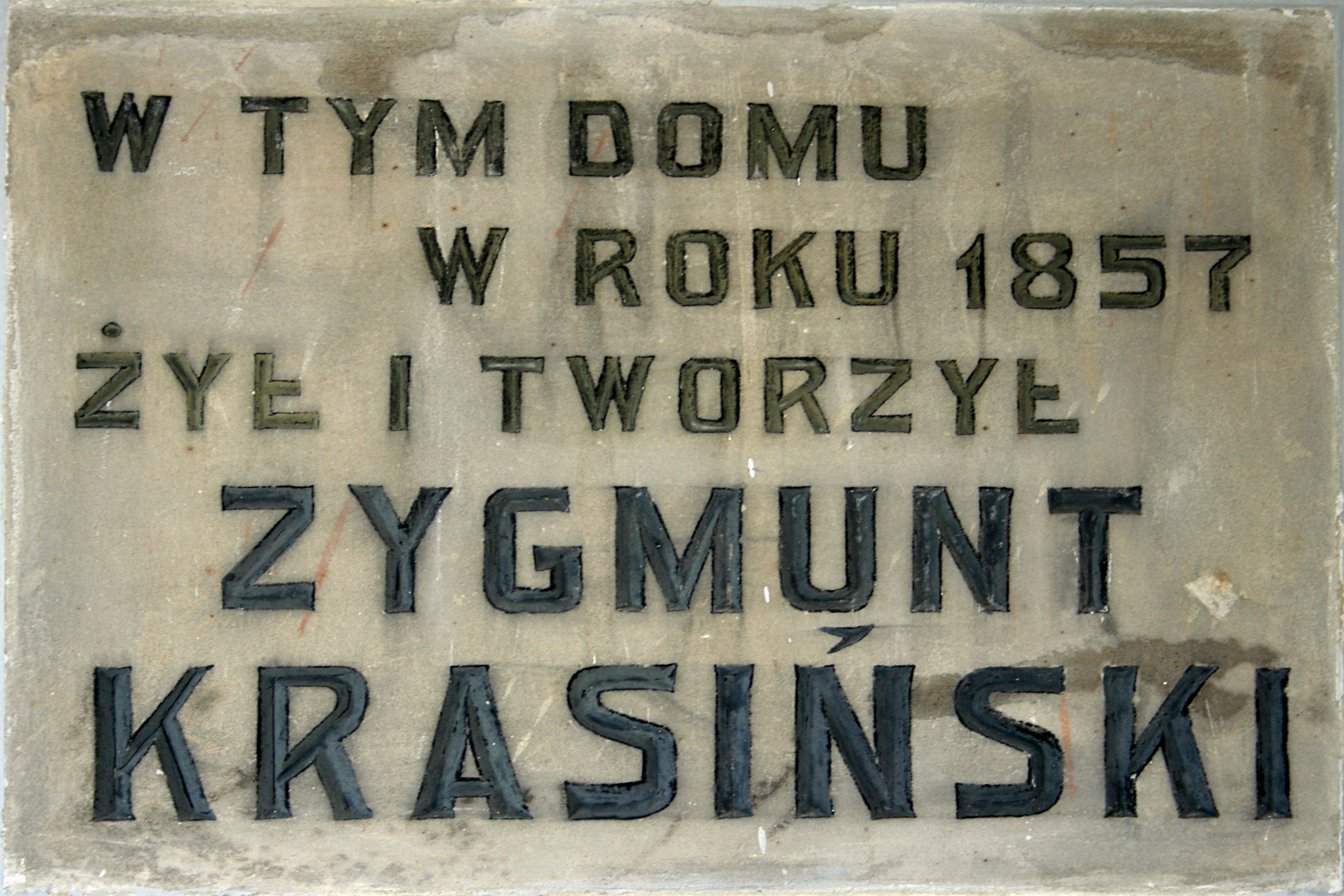
Polskie nazwisko

Polskie nazwiska – zjawisko historycznie późne, ponieważ powstały dopiero u schyłku średniowiecza. Początkowo objęły szlachtę (XV – XVI w.) i stopniowo rozprzestrzeniły się na mieszczaństwo i chłopstwo. W dwóch ostatnich grupach społecznych proces ten trwał do poł. XVII w. Wyjątkowo na niektórych terenach (np. Wielkopolska, Płockie, Kresy Wschodnie) i u niewielkiego odsetka osób trwał on nawet do XVIII w. W okresie staropolskim posiadanie nazwiska regulowało prawo zwyczajowe, dopiero państwa zaborcze (XVIII/XIX w.) wprowadziły pierwsze akty prawne, wprowadzając m.in. obowiązek posiadania nazwiska dla wszystkich grup społecznych, dotychczas bowiem zwyczaj ten nie przyjął się wśród Żydów.
Badacze od wielu lat starali się zdefiniować nazwisko jako odrębną jednostkę językową i historyczną (prawną). W wyniku ich ustaleń można przyjąć, że jest to jednostka obowiązkowa, dziedziczna i niezmienna w swojej formie słowotwórczej, fonetycznej i graficznej. W tym ścisłym znaczeniu nazwisko na ziemiach polskich funkcjonuje na podstawie prawa stanowionego od XIX wieku.

## Historia

### Początki
W okresie przedchrześcijańskim na terenach zamieszkanych przez Słowian nazwiska nie istniały, a ludzie nosili imiona słowiańskie wywodzące się od ich cech osobowych . 
Przydomki bądź przezwiska pozostają jednym z najwcześniejszych źródeł, które mogły służyć do tworzenia nazwisk. Podobnie jak imiona, chodzi tu głównie o imię lub przezwisko ojca osoby, która po raz pierwszy otrzymywała nazwisko. Syn człowieka nazywanego w jakiejś społeczności Jaśkiem przyjmował do swojego imienia miano Jaśkowski, Jaśkowik (czyli syn Jaśka), a syn Piotra mógł nazywać się np. Piotrowicz, Piotrowski albo Pietrasiak. Odojcowski charakter nazwisk wiąże się głównie z grupą przyrostków typu: -ak, -ek, -ec, -ik, -yk, -ewicz, -owicz.

### Pranazwiska i pierwsze nazwiska dziedziczne
Proces tworzenia pranazwisk przymiotnikowych rozpoczął się w drugiej połowie XIII wieku. Badacze tematu przyjmują, że było to zjawisko związane z rozwojem miast. W ich obrębie znacząco wzrastała liczba mieszkańców, do identyfikacji których nie wystarczały już same imiona. Nieco później, w XV i XVI wieku, nazwisk zaczęła używać szlachta. Proces ten rozpoczął się też wśród chłopów, ale stabilizacja ich nazwisk trwała o wiele dłużej.
Wczesne nazwy osobowe występujące od średniowiecza w dokumentach archiwalnych, traktuje się umownie jako oparte na prawie zwyczajowym. Kształtowały się one w ciągu XIV i XV wieku dzięki procesowi dziedziczenia nazwiska ojca przez dzieci, obejmowania wspólnym nazwiskiem całego rodu, rodziny lub generacji oraz przyjmowania nazwiska męża przez żonę. Tak pojmowane prawo zwyczajowe w stosunku do nazwiska skrystalizowało się w końcu XVI wieku.
Niegdyś praktyka nadawania nazwisk, szczególnie na wsi, była bogatsza. Nazwisko mogło przechodzić nie tylko z ojca na syna, ale też z teścia na zięcia. Niejednokrotnie wdowa nosząca nazwisko po pierwszym mężu przenosiła to nazwisko na drugiego męża. Ostatni sposób (ekonomiczny) polegał na tym, że osoba nabywająca daną chałupę, gospodarstwo lub pole była nazywana nazwiskiem dotychczasowego właściciela.

### Stabilizacja językowa oraz okres zaborów
Brzmienie i forma graficzna nazwisk generalnie ustaliły się na przełomie XVIII i XIX wieku wraz z szerszym przyjęciem i stosowaniem reguł ortograficznych i słowotwórczych. Nie zapobiegło to jednak powstawaniu różnych wariantów pisowni, odmiany czy tworzeniu nowych form, spowodowanych codzienną praktyką urzędów państw zaborczych, które usiłowały zapisać nazwiska Polaków przy zastosowaniu norm ortograficznych języka rosyjskiego lub niemieckiego. Tą drogą zniekształcono nie tylko głoski zapisywane po polsku ze znakami diakrytycznymi, np. ć, ś, ą, ę, ale też głoski typu ch/h, rz/ż, sz/s i inne. Nagminnie zamieniano polską literę h w rosyjskie g, bądź polskie sz w niemieckie sch.
Proces germanizacji dotknął także nazwiska. Przykładowo tylko w Gdańsku w okresie od 1874 do 1944 roku urzędowo zmieniono 24 810 nazwisk polskich. Praktyka ta polegała m.in. na wyrażaniu nazwisk polskich za pomocą niemieckich odpowiedników (tłumaczenie), zapisywaniu fonetyki polskiej zgodnie z zasadami pisowni niemieckiej oraz zmianie elementu nazwiska, np. przyrostka. Dlatego nie każde obco brzmiące nazwisko jest jednoznacznym dowodem, że dana rodzina ma cudzoziemskie korzenie.
Kwestie dotyczące nazwisk usiłowało uporządkować prawodawstwo związane z Kodeksem Napoleona, a następnie normy prawne poszczególnych państw zaborczych. Następowało to w kilku etapach, odrębnie w każdym z zaborów. Za w pełni ścisły, urzędowy nakaz używania stałej, niezmiennej formy nazwiska na ziemiach polskich uważa się pruskie przepisy z 1875 roku (następne regulacje były dokonywane przez prawodawstwo II Rzeczypospolitej – w 1926 roku dla mieszkańców dawnego zaboru rosyjskiego, a w 1928 roku byłego zaboru austriackiego).

### Odzyskanie niepodległości
Po odzyskaniu niepodległości (1918) urzędnicy przy wystawianiu dokumentów nierzadko błędnie odczytywali zapis nazwiska w języku zaborcy, dlatego w tym czasie pojawiły się liczne nazwiska zniekształcone, „zepsute” błędną repolonizacją. Szczególnie jaskrawo widać to w środowiskach wiejskich. Niepiśmienni chłopi, stanowiący większą część społeczeństwa, znali swoje nazwisko tylko w formie mówionej i nie potrafili wyegzekwować określonej formy jego zapisu. Błędne zapisy powstawały też wskutek przyczyn prozaicznych, takich jak: niewyraźna werbalizacja nazwiska przez petenta (np. jąkającego się, sepleniącego), nieuważne słuchanie lub niewyraźne zapisywanie przez urzędnika. Niektóre rodziny na przestrzeni pięciu, dziesięciu czy dwudziestu lat posługiwały się nawet kilkoma różnymi formami swojego nazwiska (np. Zawadzki → Zawadski → Zawacki).
Niektóre nazwiska także po uzyskaniu niepodległości pozostawały w użyciu w formie zniekształconej przez błąd, bądź język zaborcy, czy okupanta. Gdy forma ta była akceptowana przez posiadacza nazwiska oraz przez władze, mogło dojść do zachowania zniekształconego nazwiska. W konsekwencji osoby blisko spokrewnione (np. urodzone w trakcie wojny i po niej) mogą nosić różne wersje nazwisk (np. Koza zapisane przez niemieckiego urzędnika fonetycznie jako Kosa, bądź Piątek → Piontek, Giemza → Gemsa, Płaszewski → Pławszewski).
Po transformacji systemowej (1989) zaistniało (szczególnie na Górnym Śląsku) zjawisko powrotu bądź do nazwisk niemieckojęzycznych (np. Czech → Böhm), bądź do zniekształconego pod wpływem języka niemieckiego zapisu, czy brzmienia nazwiska (np. Golec → Golletz, Król → Kroll, Gała → Galla).

## Przyjmowanie nazwiska
Wedle obowiązującego w Polsce prawa posiadanie nazwiska jest obowiązkowe. Zwykle przyjmuje się je po ojcu (jeśli ojciec jest nieznany – po matce, jeśli także matka jest nieznana – dziecko nosi fikcyjne nazwisko nadane przez sąd opiekuńczy), natomiast żona na ślubie przyjmuje najczęściej nazwisko męża, choć obecnie wiele kobiet zachowuje swe nazwisko, zwłaszcza te, które pod swym panieńskim nazwiskiem mają osiągnięcia zawodowe, naukowe, artystyczne lub sportowe. Coraz częściej małżonkowie przyjmują nazwiska podwójne. Polskie prawo dopuszcza także przyjęcie przez męża nazwiska żony, co jednak jest rzadko praktykowane.

## Zmiana nazwiska
Sprawę zmiany nazwiska w Polsce reguluje ustawa z dnia 17 października 2008 r. o zmianie imienia i nazwiska.
Każdy obywatel Polski, cudzoziemiec nieposiadający obywatelstwa żadnego państwa lub cudzoziemiec, który uzyskał w Polsce status uchodźcy, może wystąpić o zmianę nazwiska do dowolnego urzędu stanu cywilnego, a za granicą za pośrednictwem konsula Rzeczypospolitej Polskiej. Zmiany imienia lub nazwiska można dokonać wyłącznie z ważnych powodów, w szczególności gdy dotyczą zmiany:
- imienia lub nazwiska ośmieszającego albo nielicującego z godnością człowieka;
- na imię lub nazwisko używane;
- na imię lub nazwisko, które zostało bezprawnie zmienione;
- na imię lub nazwisko noszone zgodnie z przepisami prawa państwa, którego obywatelstwo również się posiada,

przy czym zmiany imienia lub nazwiska cudzoziemca, który uzyskał w Polsce status uchodźcy, można dokonać wyłącznie ze szczególnie ważnych powodów związanych z zagrożeniem jego prawa do życia, zdrowia, wolności lub bezpieczeństwa osobistego.
Na zmianę może też zdecydować się osoba nosząca nazwisko brzmiące neutralnie, formalnie poprawnie. Podstawą może być fakt, że dana osoba stwierdziła, iż ktoś inny o tym samym nazwisku okrył je niesławą w wyniku popełnienia czynów karalnych.
Nowe nazwisko nie może być historyczne, wsławione w dziedzinie kultury, nauki, działalności politycznej, społecznej albo wojskowej, chyba że osoba ubiegająca się o zmianę posiada członków rodziny o tym nazwisku (w rozumieniu ustawy – małżonek oraz wstępni).
Nazwisko zaliczane jest do dóbr osobistych (art. 23 kodeksu cywilnego).

## Typologia nazwisk
Dzieje kształtowania się polskich nazwisk były analizowane przez wielu badaczy. Wszyscy się zgadzają, że był to proces długotrwały i różnorodnie przebiegający. Formowanie się nazwisk na terenie Rzeczypospolitej dokonywało się w sposób złożony i na każdym z jej terenów mogły dominować te lub inne trendy. Dotyczy to m.in. różnic w doborze przyrostków. W jednym regionie mogły przeważać przyrostki jednego typu, w innym odmiennego. Dodatkowo na różnice terytorialne i chronologiczne nakładały się złożone uwarunkowania kulturowe, związane z rozwarstwianiem stanowym społeczeństwa I Rzeczypospolitej.
Wobec rozwoju Polski w dobie średniowiecza oraz zależności związanych ze służbą wojskową, podatkami, stanem posiadania itp. już nie wystarczały imiona, których zasób był ograniczony. Do imion zaczęto więc dodawać element dodatkowy (przydomek, pranazwisko), pozwalający na dokładniejszą identyfikację osoby w społeczności, w tym także w dokumentach. Uważa się, że do końca XV w. przyjęły się podstawowe typy budowy rodzimych nazwisk. Co prawda w wiekach późniejszych mogły pojawiać się nowe elementy słowotwórcze, ale przystosowały się do funkcjonujących wcześniejszych typów budowy.

### Podział nazwisk ze względu na treść zawartą w rdzeniu
| Przybliżone znaczenie rdzenia |  | Przykładowe nazwiska | Odsetek wśród 1000 najpopularniejszych nazwisk |

| imiona (głównie od imienia ojca lub świętego patrona) nazwiska równe imionom |  | Szymański, Jankowski, Wojciechowski, Piotrowski, Pawłowski, Jakubowski | 25,6% |

| zawody (profesja, funkcja, zajęcie), status, stosunki rodzinne, pokrewieństwo |  | Kowalski, Woźniak, Krawczyk, Szewczyk, Swat, Kaczmarek, Wdowiak, Cieślak | 15,3% |

| opisowe, np. cechy fizyczne, charakteru (typ przezwiska) |  | Cichocki, Wysocki, Czarnecki, Wesołowski, Małecki, Kędzierski, Dobrucki | 13,6% |

| zwierzęta (praktycznie cały świat fauny) |  | Kozłowski, Gawroński, Wróbel, Dudek, Sikora, Rybicki, Zięba | 11,6% |

| przedmioty (np. narzędzia) substancje, produkty spożywcze, potrawy |  | Krupa, Socha, Skiba, Towarek, Żurek, Duda | 9,3% |

| rośliny (w tym również określenia ogólne, dotyczące szaty roślinnej, np. las, zieleń oraz części roślin – kwiat, kłos) |  | Wiśniewski, Topolski, Kwiatkowski, Jabłoński, Malinowski, Kłossowski, Dąbrowski, Kalinowski, Pasternak | 8,3% |

| pochodzenie charakteryzowane szczegółowo (np. miejsce zamieszkania, urodzenia, ze wskazaniem relacji geograficznych i przestrzennych) nazwy etniczne |  | Mazur, Górski, Potok, Podgórski, Borkowski, Stawecki, Krajewski, Czech | 8,2% |

| liczebniki określenia kalendarzowe czas |  | Wieczorek, Majewski, Piątek, Kwiecień, Niedzielski | 1,8% |

| nazwiska obce |  | Szulc, Szwarc, Miller, Fogiel, Hoffmann, Lange | 1,5% |

| pochodzenie charakterystycznie ogólne |  | Nowak, Przybysz, Niewiadomski, Kałuża | 1,1% |

| inne (w tym również wieloznaczne oraz trudne do wyjaśnienia) |  | Lewandowski, Lewicki, Miciun, Sudoł, Wyrzykowski, Galiński, Grec, Chruszczewski | 3,7% |

Tabelę zaczerpnięto z książki „1000 najpopularniejszych nazwisk w Polsce” – w rzeczywistości podział ten może wyglądać inaczej, gdyż w tej statystyce uwzględniono 1/3 ludności Polski.

## Zasady odmiany nazwisk żeńskich
Obecnie nazwiska kobiet co do zasady, nie odmieniają się.
Odmienia się jedynie nazwiska przymiotnikowe oraz rzeczownikowe kończące się na "-a". Robi się to według dwóch wzorców:
1. Nazwiska przymiotnikowe są odmieniane jak przymiotniki, np.
  - Michałowa, Michałowej, z Michałową
  - Cudajewa, Cudajewej, z Cudajewą
  - Cicha, Cichej, z Cichą
2. Pozostałe nazwiska żeńskie kończące się na "-a" odmienia się jak rzeczowniki pospolite o podobnym zakończeniu
  - Sabina, Sabiny, Sabinie, Sabinę, z Sabiną (jak malina/kalina)
  - Ronda, Rondy, Rondzie, Rondę, z Rondą (jak rada)

Praktyka dopuszcza sytuacje, kiedy nazwisko brzmiące jak przymiotnik pospolity zostaje przyjęte w formie standardowej i nie podlega odmianie przymiotnikowej (np. "Alina Silny", "Beata Pilny").

### Tradycyjna forma odmężowskich i odojcowskich nazwisk żeńskich
W polskiej tradycji językowej ugruntowały się niepopularne już formy nazwisk mężatek i panien.
Wraz z powstaniem nazwisk rodowych wykształciły się formy nazwisk odmężowskich zakończone sufiksami "-owa/-awa" dla nazwisk odrzeczownikowych, "-ina/-yna" dla nazwisk kończących się na samogłoskę i "-ska/-cka" dla nazwisk odprzymiotnikowych (Bosak - Bosakowa, Zaręba - Zarębina, Warszawski - Warszawska). Nazwiska kobiet niezamężnych tworzono od nazwiska ojca przy pomocy sufiksów "-ówna" dla nazwisk kończących się na spółgłoskę i "-anka/-ianka" dla nazwisk kończących się na samogłoskę (Dzban - Dzbanówna, Pyza - Pyzianka).
Np. żona mężczyzny o nazwisku "Wilk" przyjęłaby nazwisko "Wilkowa", a ich córka dostałaby nazwisko "Wilkówna".
Ich status prawny był zmienny w historii. Formy te były w powszechnym użyciu w dokumentach I RP. Następnie kobiety zostały zmuszone przez władze carskie do identyfikacji nazwiskiem męża (z wyjątkiem nazwisk przymiotnikowych z sufiksami -owa i -ska zapisywanych często w rosyjskiej formie jako -skaja/-ская). Prawo do posługiwania się nazwiskiem odmężowskim w dokumentach powróciło w okresie międzywojennym w 1919.
Obecne przepisy prawa zakazują używania nazwisk z przyrostkami w formie żeńskiej: -owa, -ina, -ówna, -anka.
Formy odmężowskie i odojcowskie można było spotkać w literaturze (np. Maria Wilczurówna w powieści Znachor), historiografii (np. Barbara Radziwiłłówna), a obecnie nadal wykorzystywane są okazjonalnie w mowie potocznej. Stosowane są również okazjonalnie przez osoby publiczne, w środowiskach pisarskich, artystycznych i medialnych (np. Krystyna Czubówna, Hanna Skarżanka).

## Etymologia nazwisk

### Nazwiska równe imionom
Jedną z wymienionych wyżej kategorii są nazwiska równe imionom. Warto przyjrzeć się źródłom ich formowania. Część takich nazwisk mogła powstać w wyniku nazywania w małej społeczności (głównie na wsi) kilkorga dzieci jednego ojca jego imieniem, np. Adamy (od imienia ojca: Adam), Jany (od imienia ojca: Jan), Piotry (od imienia ojca: Piotr) czy Kuby (od zdrobnionego imienia ojca: Jakub). Gdy te Adamy, Jany, Piotry i Kuby osiągały pełnię praw dorosłego człowieka, to tak urobione miano (już jako Adam, Jan, Piotr czy Kuba) mogło dołączyć do właściwego imienia (tego nadanego na chrzcie) i stać się nazwiskiem, np. Karolina Adam, Piotr Jan, Barbara Piotr czy Anna Kuba.
Część nazwisk równych imionom wiązała się z faktem, że chociaż dana osoba posiadała imię otrzymane na chrzcie, to potocznie, na co dzień, zwracano się do niej używając innego imienia. Można przypuszczać, że praktykowano to od wprowadzenia w Polsce chrześcijaństwa. Obok silnej, zakorzenionej tradycji przedchrześcijańskiej pojawiła się wówczas nowa, zupełnie odmienna: w dalszym ciągu noszono dawne, tradycyjne imiona słowiańskie, a jednocześnie przy chrzcie duchowni nadawali imiona dotąd na ziemiach polskich nieznane. Taka dwuimienność w czasach późniejszych, np. w momencie spisu powinności pańszczyźnianych, powodowała, że jeden z elementów kancelista mógł uznać za imię, a drugi za nazwisko.
Kolejny, najbliższy nam chronologicznie sposób mnożenia nazwisk równych imionom określają normy prawne z pierwszej połowy XIX wieku. Przepisy kodeksu cywilnego Królestwa Polskiego z roku 1825 nie regulowały kwestii nadawania nazwiska dziecku nieznanych rodziców. Ówczesny urzędnik stanu cywilnego, sporządzający akt urodzenia takiego dziecka, nie znając nazwiska, wpisywał niekiedy dwa imiona. Wtedy to drugie pełniło funkcję nazwiska. Powstałe tymi sposobami nazwiska drogą dziedziczną przechodziły z pokolenia na pokolenie i dziś tworzą wśród nazwisk polskich dość liczną grupę. Warto przy tym zauważyć, że mogą to być także imiona żeńskie, które – siłą rzeczy – jako nazwiska używane są przez mężczyzn (np. Sabina, Magda).

### Nazwiska odmiejscowe i od nazw etnicznych
| - Amsterdamski - Arab, Arabik, Arabowicz, Arabski - Austrijak - Białoruski - Brandenburg, Brandenburger - Cygan - Chorwat - Czech, Czeski, Böhm - Duńczyk - Francuz - Gal, Galoch - Galicki, Halicki - Góral, Gorol - Hiszpan - Holender, Holenderski, Holland, Olęder, Olender - Kaszuba, Kaszub - Kijowski - Kurlandt, Kurlandzki, Kurlanda, Kurland, Kurlandczyk - Kuruc - Kuman, Koman - Litwin, Litwiniuk, Litwinowicz - Łotysz - Macedoński - Madziar, Madziara - Mazur, Mazurek, Mazurkiewicz - Moraw, Morawiecki, Morawski - Moskal (dawniejsza nazwa Rosjan) - Niemiec, Niemczyk - Norwecki - Petersburski - Podolak, Podolski, Podolec, Podolan - Polak, Polok, Poloczek, Polakowski, Polaczek - Poleszak, Polesiak, Poleski, Poleszczuk, Poleszuk - Pomorski - Pruski, Prus, Prusak, Prusek, Prusik, Pruś - Rosjan - Rus, Rusin, Rusek, Rusak, Rusnak - Rumun, Rumuński, Romun - Sakson - Sas, Sasin, Sass - Sieradzki, - Słowak, Słowakiewicz, Słowacki, Słowiak, Słowiakowski - Syryjczyk - Szwab - Szkot - Szwajcar, Szwajcer, Szwajcarski - Szwed, Szweda, Szwedek, Szwedziak, Szwedowski, Szwedzki - Ślązak, Ślonzak, Szlonzak, Szlązak, Slezak - Lamparska, Lamparski - Tatar, Tatara, Tatarek, Tatarski, Tatarzyn, Tatarczuk, Tatarczak, Tatarczyk - Turek, Turecki - Ukraiński, Ukrainiec - Węgier, Węgierski, Węgrzyn, Węgrzynowicz - Włoch - Wołoch, Wołoszek - Wołyniak - Żmuda, Żmudzin - Żmijewska, Żmijewski - Żochowski - Żydek, Żydowicz, Żydowski, Żydziak, Żydzik |

### Nazwiska od wyrazów pospolitych i nazw czynności
Wielka liczba nazwisk została utworzona od wyrazów pospolitych (tzw. apelatywów). Część tych nazwisk brzmi tak samo jak ich pierwowzór, np. ogórek (warzywo) i Ogórek (nazwisko). Natomiast druga część tego zbioru została wzbogacona o przyrostki, np. grzyb i Grzyb-owski.
Część z nich była i pozostała znaczeniowo obojętna, ale część zachowała konotacje negatywne.
Początkowo przezwiska, a z czasem nazwiska pochodzące od zwierząt czy roślin, bardzo często miały nie tylko nazywać, odróżniać danego człowieka, ale mogły być metaforycznym komentarzem do jego przypadkowego, jednostkowego zachowania lub posiadania jakiejś cechy charakteru. Wykorzystując je, można było na ogół dość dokładnie i praktycznie określić prawie każdego człowieka. Tak więc osobnika o sporej tuszy, a zarazem bardzo silnego zwano przeważnie Bykiem, Niedźwiedziem lub Zwierzem, innego, uchodzącego w danym środowisku za wyjątkowo przebiegłego i chytrego – Lisem, a jego syna (w zależności od regionu Polski) – Lisowczykiem, Lisieckim lub Lisowskim, człowieka mieszkającego na końcu wsi lub za rzeką – Koniecznym lub Zarzecznym, a wypuszczającego dość często i głośno swoje wiatry – Bździochem lub Pierdziochem. I takie właśnie przezwisko zapisywano przy jakiejś urzędowej potrzebie przez miejscowe władze, zwłaszcza przez administrację dworską i kościelną, przeważnie przy rozpisywaniu i ewidencjonowaniu pańszczyźnianych powinności, przy czym zupełnie nie troszczono się, aby brzmiało ono jakoś godziwie. Chodziło tylko o to, by wyróżniało ono pańszczyźnianego chłopa spośród innych – by pozwalało na jego identyfikację. Autorytet dworu i plebanii był w tym czasie tak duży, że poddany nie śmiał po prostu oponować i godził się na takie określenie jego osoby, jakie funkcjonowało już w miejscowym środowisku. Obie strony nie uświadamiały sobie wówczas, jak ważną sprawą w życiu człowieka stanowić będzie nazwisko.
Podstawą powstania dużej grupy nazwisk były uprawiane przez ludzi rzemiosła (czyli zawody), zajęcia oraz narzędzi z nimi związanych. Klasycznym przykładem jest nazwisko Kowal i jego późniejsze formy, np. Kowalik, Kowalski oraz Kowalczyk. Osoby zajmujące się krawiectwem można było nazwać Krawiec, ale też obdarzano je nazwiskami typu: Guzik, Pętelka, Nitka, Igła czy Nogawka.
Opisane wyżej nazwiska (głównie odapelatywne, czyli powstałe od wyrazów pospolitych) kształtowały się już od XIII wieku, a proces ten zamknął się wraz z reformą w zakresie prawa cywilnego pod koniec XVIII w. Nazwiska odapelatywne utożsamiane są często wyłącznie z ludnością niższych klas społecznych. Jednak nie jest to prawda, gdyż warstwa szlachecka przybierała tego typu nazwiska i to już od XIV wieku.

### Najpowszechniejsze przyrostki
| Przyrostek / grupa przyrostków | Odsetek poszczególnych przyrostków | Odsetek grup przyrostków |
| ------------------------------ | ---------------------------------- | ------------------------ |

| -ski -cki -dzki | 30,3% 4,9% 0,4% | 35,6% |

| -ak | 11,6% | 11,6% |

| -ek | 8,6% | 8,6% |

| -ik -yk | 3,1% 4,2% | 7,3% |

| -ka | 3,2% | 3,2% |

| -owicz -ewicz | 0,9% 1,4% | 2,3% |

| pozostałe | 31,4% | 31,4% |

#### Nazwiska zakończone na -ski, -cki i -dzki
Nazwiska z tego typu przyrostkami wiążą się z kulturą szlachecką.
Nie ma wątpliwości, że w nazwiskach polskich sufiks -ski jest najczęstszy i na tle nazwisk innosłowiańskich oraz pozasłowiańskich najbardziej charakterystyczny. Już parę wieków temu zdawali sobie z tego sprawę rodacy i obcy podróżnicy. Sufiks -ski jest charakterystyczny dla polskich nazwisk odmiejscowych, mógł też tworzyć nazwiska od innych podstaw, i nazw osobowych o różnej genezie. Do XV wieku nazwiska zakończone na -ski pochodzą niemal wyłącznie od nazw miejscowych. Odmiejscowe formy nazwisk na -ski uzyskały zdecydowaną dominację wśród szlachty i możnowładztwa w Polsce w XVI wieku. Zbiegło się to z osiągnięciem przez szlachtę najwyższego znaczenia w państwie.
Od XVI wieku a zwłaszcza w wieku XVII, a także w wiekach późniejszych sufiks -ski często był przyłączany do innych podstaw niż nazwy miejscowe, przede wszystkim dla podkreślenia nobliwości nazwiska, a co za tym idzie i nosiciela. Takie nazwiska uznawane były społecznie za „lepsze”.
Dyskusyjna jest wśród onomastów polskich funkcja patronimiczna przyrostka -ski. Interesujące mogą być interpretacje tego zróżnicowania: historyczne, zależne od układu stanowego społeczeństwa, od przywilejów stanowych itd. Nazwiska na -ski, -cki noszone były pierwotnie przez szlachtę, która jak długo mogła, broniła dostępu do nich niższym warstwom. Z czasem jednak model na -ski, -cki szeroko się rozpowszechnił. Często takie nazwiska były efektem spolszczania niemiecko brzmiących, a sam sufiks służył np. do adaptacji niemieckich przymiotników.
Badacze nazw osobowych stwierdzili, że w drugiej połowie XIII wieku nastąpił początek procesu tworzenia się nazwisk, w tym z przyrostkiem typu -ski. Najwcześniejsze przykłady takich nazwisk pochodzą w Polsce z XIII w., np. Lipski (1239). W XIV w. nastąpił zdecydowany wzrost nazwisk na -ski głównie w Wielkopolsce i tam takich nazwisk od XIII – do XV w. było w Polsce najwięcej, potem na Mazowszu, mniej w Małopolsce i zwłaszcza na Dolnym i Górnym Śląsku. Od połowy XVI w. moda na nazwiska na -ski, uważane za nobliwe „szlacheckie” gwałtownie szerzy się również na Mazowszu i w Małopolsce. Znaczniejsza ilość mieszczan i chłopów noszących nazwiska na -ski, wystąpiła jednak tylko w Małopolsce. Na Pomorzu Zachodnim i Gdańskim, nazwiska na -ski, przybierają na sile w drugiej połowie XVII w.
Karol Szajnocha wskazywał, że nazwisko zakończone na -ski upowszechniło się w Polsce za przykładem honorowych nazw skandynawskich.
Zbliżony przyrostek -s’kyj (-ський) można spotkać wśród znacznej części nazwisk ukraińskich, a przyrostek -skij (-ский) wśród pewnej części nazwisk rosyjskich; takież -ský jest charakterystyczne dla białoruskich, czeskich, a -ski (-ски) dla macedońskich nazwisk. Podobieństwo ma dwa źródła: wspólne, słowiańskie korzenie języków oraz silne oddziaływanie polskiej kultury, począwszy od XIV wieku, na terenie kresów południowo-wschodnich i wschodnich.

## Nazwiska pochodzenia obcego

### Nazwiska pochodzenia niemieckiego
Wzrost wpływów i znaczenia języka niemieckiego w Polsce, w wiekach XIII i XIV widoczny jest w procesach osadniczych, zwłaszcza na dzisiejszym Dolnym i Górnym Śląsku, Wielkopolsce i południowym pasie Małopolski. Nazwiska pochodzenia niemieckiego spotykamy najdalej na wschód w XV w. we wsiach Podkarpacia koło Krosna. Kwestia szczególnie licznych nazwisk niemieckich przedstawia się różnie. Najczęściej są to nazwiska mieszczan, mniej chłopów, którzy tworząc zwarte grupy, zatracając świadomość odrębności etnicznej, utrzymywali swe nazwiska. W miarę procesów asymilacyjnych nazwiska te ulegały najłatwiej upodobnieniom fonetycznym, następnie ortograficznym, aby nawet zmienić swe znaczenie np. Rolle – Rola, Ruck na Róg itd. Na ogół jednak przetrwały w zmienionej postaci fonetycznej i ortograficznej. W ten sposób zatrzeć się mogło niemieckie pochodzenie nosiciela nazwiska. Jednak jakaś część nazwisk niemieckich osadników została zachowana w pierwotnej formie, ich potomkowie zostali na polskiej ziemi, kultywowali polską kulturę i czuli się Polakami.
W Wielkopolsce udział elementu niemieckiego był słaby. Zaznaczył się on silniej w kilkunastu wsiach założonych przez zakony cystersów z Lądu, Łekna, Paradyża, Wielenia i innych. Mało było kolonistów niemieckich w Sieradzkiem, Łęczyckiem, na Kujawach czy w ziemi dobrzyńskiej. Niemcy przybywający do Wielkopolski pochodzili przeważnie z Górnego i Dolnego Śląska. Im zawdzięczamy niemieckie nazwy takich miast, jak Komorów – Mikstat, Ostrzeszów – Schildberg, Kępno – Langenfurt. Na wsi wielkopolskiej Niemców prawie się nie spotykało. W XVI w istniały pod Lesznem dwie wsie niemieckie Gronowo i Witków, pod Wschową – Tillendorf, kilka na południu od Międzyrzecza, Brójec, Wyszanowo, Suchy Lutelak. Dokumenty historyczne wspominają o pierwszych osadnikach niemieckich w Wielkopolsce w 1210 r., na Dolnym Śląsku – w latach 1215–1217, a w opolskiej części Górnego Śląska – w 1225 r. Osiedla niemieckie z lat 1234–1244 powstają nad górnym Dunajcem i Popradem.
Główne grupy kolonistów niemieckich na terenie historycznego Śląska i Małopolski pochodziły z Niemiec południowych i środkowych, częściowo nawet w postaci zgermanizowanych Serbów Łużyckich. Wsie osadzone wyłącznie kolonistami niemieckimi przybierały zwykle nazwy niemieckie. Stąd pochodzą nazwy wsi Tylmanowa, Grywałd, Szymbark, Szlembark, Frydman, Tymbark, Rozemberk, Melsztyn i wiele innych, które wywodzą się od nazwiska osadźcy Niemca lub od nazwy wsi niemieckiej, z której pochodzili osadnicy, niekiedy też oddawano w języku niemieckim właściwości terenu, na którym wieś lokowano. Na zachodnich krańcach Rusi Czerwonej powstają dwa silne skupiska ludności pochodzenia niemieckiego w okolicach Łańcuta i Sanoka. Do wieku XVI zachowały charakter niemiecki Kościan w Poznańskiem, niektóre miejscowości podkarpackie i wielkie miasta, jak Poznań, Kraków i Lwów. Najwięcej nazwisk o genezie niemieckiej zachowało się na Podkarpaciu (zob. Głuchoniemcy). W niektórych wsiach jak np. w Markowej czy Haczowie ich liczba dochodzi do 70% ogółu. Razem z szerzeniem się protestantyzmu w XVII-XVIII wieku następuje odrodzenie imiennictwa niemieckiego. Szlachta górnośląska ulega w tym okresie germanizacji i mimo posiadania polskich nazwisk, używa imion niemieckich lub w brzmieniu niemieckim, w miastach zaś mieszczanie o nazwiskach niemieckich zaczynają używać np. imion polskich.
Pod koniec XVIII wieku osadnicy niemieccy pojawiają się w dobrach Ordynacji Zamojskiej. Osadnictwo niemieckie w Galicji, prowadziła administracja austriacka. Jednym z wybitnych przedstawicieli osadników niemieckich z Tuszowa Małego był Jan Sehn, profesor nadzwyczajny UJ, pełnomocnik ministra sprawiedliwości do ścigania zbrodniarzy hitlerowskich.
Zdecydowana większość osadników z powiatu sanockiego pochodziła z obszaru Palatynatu z okolic dolin rzeki Nahe i Glan, ludność ta mówiła dialektem szwabskim,reszta pochodziła z Austrii i Czech. Potomkowie dawnych osadników odwiedzają nadal rodzinne strony, publikowane są wydawnictwa okolicznościowe. Jednym z najwybitniejszych przedstawicieli dawnych osadników niemieckich ziemi sanockiej jest prof. Adam Fastnacht.
W okresie po 1918 r., w celu przyspieszenia efektów polonizacji Niemców, zalecano głównie pod wpływem endecji „zerwanie więzi łączącej ich z etnicznym państwem niemieckim, odcięcie ich od wpływów tego państwa”. Plan piętnastoletni przyjęty przez rząd polski w 1938 przewidywał m.in. na lata 1941–1951 podniesienie stanu sanitarnego miast i „ostatecznej polonizacji miast polskich”, co w kontekście polityki czystek etnicznych w tamtym czasie brzmieć musiało niepokojąco.
Wszystkie najbardziej popularne nazwiska niemieckie, a więc: Müller, Schmidt, Schneider, Fischer, Meyer, Weber, Wagner, Becker, Hoffmann itd., derywowane i polonizowane; występują również we współczesnej Polsce w tradycyjnych i historycznych regionach osadnictwa niemieckiego, zwłaszcza na Warmii i Mazurach, Górnym i Dolnym Śląsku, Pomorzu Gdańskim i Zachodnim, Wielkopolsce, południowym pasie Małopolski i Podkarpaciu.
Benner (obecnie Bonar), Blech, Braun, Braunek, Büttner (obecnie Butnar/Bytnar), Dressler (Dreslar), Englot (które zostało spolszczone), Eschenrath, Fakenday, Flossnitzer, Gerlach (obecnie Gierlach, Gierloch), Giese (obecnie Giza), Glockenbrecht, Glombin, Grebestetter, Grob, Gucwa, Gutknecht, Haechsler, Hallmann, Hansel, Heckert (Ekiert), Herman, Hoffmann, Hofman, Kassner, Keller (Kyellar, obecnie Kielar/Kielur), Kennemann, Kiedos, Klein, Klejna, Knapp (od Knoep, pagórek), Knapa, Knitter, Kolb, Kolbe, Kolber, König (Kenig), Koepke (obecnie Kopka), Krause, Krauss (Krausz), Krauze, Krüger, Kruger, Krummel, Linda, Linde, Linder, Lorenc, Lorentz, Lorenz, Majer, Matthorn, Mayer, Megger, Meierth, Mejer, Mendyk, Meyer, Miller, Müller, Nagel (Nagiel), Naumaier, Nauman, Neumaier, Neumann, Neumayer, Nickel (Nikiel), Niebel, Niemeyer, Nitz (obecnie Nycz), Nojman, Paetzhold, Peltz (obecnie Pelc), Polnar (Pojnar), Rautenkranz, Reetz (Retz, Rec), Regel, Reichel (Rajchel, Raichel), Reiss, Reichert (obecnie Rajchert), Rosenberg (Rozenbark, Rozembark), Rosenkranz (Rozenkranz, Rozenkranc), Ross, Rothbart, Rumpel, Runge, Rychter, Richter, Sack, Sauhaar, Scheiner, Schiller (Sziler, Szeler, Szylar, Silar), Schindler (obecnie Szyndlar, Szidler), Schmidt (Szmit, Szmid), Scholz (Szolc), Schossler (obecnie Szosler, Szośler), Schröder (Szreder), Schultz (Szulc), Schür (obecnie Szur), Schulzenhayn, Schwartz (Szwarc), Schweingreber, Seidel (obecnie Zajdel), Simon, Springler, Srynca (Szprynglar), Steinagel (obecnie Sztejnagel), Strampe, Struner, Stuglik, Studlik, Szast, Schneider (Sznejder oraz Sznajder), Szuder, Tasz, Teichmann, Ullman (Ulman), Ungier, Utzig (Ucig), Vogel (Fogiel), Vlamann, Weiss (Weys, Weisz, Wajs, Wais), Weissgerber, Wenzel (Wencel), Zöckler

### Nazwiska pochodzenia rosyjskiego
Aksjonow, Aleksandrow, Aleksiejew, Andrejew, Antonow, Archipow, Babuszkin, Baranow, Bełkin, Below, Bieliajew, Bobrow, Bogdanow, Borisow, Borodin, Brusilow, Bułchakow, Buturlin, Bykow, Chernow, Charitonow, Charlamow, Danilow, Dawidow, Demidow, Dmitrjew, Dubinin, Fedotow, Fokin, Fomin, Frołow, Fiodorow, Gierasimow, Gołowin, Gołubiew, Grigoriew, Gusew, Ignatow, Ignatiew, Iwanow, Ismajłow, Jakowlew, Jefimow, Jegorow, Jerszow, Jurjew, Kalinin, Kaszin, Kazakow, Kisieliew, Klimow, Kobrin, Komarow, Konowałow, Konstantinow, Korowin, Korsakow, Kozłow, Krawczenko, Kruszankin, Krugłow, Kriuczkow, Kulikow, Kurakin, Kuzmin, Kuzniecow, Łarionow, Ławrow, Łazariew, Lebiediew, Leontiejew, Makarow, Markow, Martynow, Matwiejew, Majkow, Medwedow, Michajłow, Mironow, Murawiow, Nazarow, Niekrasow, Nesterow, Nikitin, Nikolajew, Nowikow, Orłow, Osipow, Owczinnikow, Ozerow, Panin, Pawłow, Petrenko, Petrow, Pirogow, Pletniow, Poliakow, Ponomarjow, Popow, Prochorow, Reznik, Romanow, Rybłow, Rumiancew, Saltykow, Samojlow, Siemionow, Siergiejew, Szczerbakow, Szubin, Sidorow, Simonow, Smirnow, Sobolew, Sokołow, Sołowjow, Sorokin, Stepanow, Suworow, Tarasow, Tichomirow, Tichonow, Tkaczow, Trietiakow, Tomaszew, Uljanow, Wasiljew, Wawilow, Winogradow, Wladimirow, Wołkow, Worobjow, Woronow, Woroncow, Zacharow, Zajcew, Zinowiew, Zujew, Żdanow, Żewłakow, Żukow

### Nazwiska pochodzenia czeskiego
Frątczak, Fredro, Jelinek, Jersak, Kedaj, Nemeczek, Nowak, Peczek, Pospiszył, Pudelko, Smetana, Sojka, Urbanek, Hul, Helma, Kilian, Kluk, Kuca, Obara, Sala, Krutys, Ferfecki/Ferfecky, Szramek

### Nazwiska pochodzenia litewskiego
Adydan, Ciunajtis, Bałtruszajtis, Daszuta, Dowgiałło, Dukszta, Eidrigevicius, Gudelis, Jurgiełajtis, Jagiełło (nazwisko o białoruskim-litewskim pochodzeniu), Jundziłł, Mikuczonis, Gustajtis, Pakulnis, Piekoś, Piekuś, Pietruczanis, Piwiszkis, Skirgiełło, Staniszkis, Szemis, Użdawinis, Warżagolis, Waszkinel, Wiliwis, Winciunas, Wojczulanis, Żemajtis, Żyłajtys

### Nazwiska rusińskie/łemkowskie[37]
Babej, Barna, Bohula, Boiwka, Burianych, Harhaj, Homa, Choma, Hrynio, Dziurdzio, Diadio, Kantolak, Kapustianik, Kopylec, Kuchyna, Lenczyszyn, Mankowicz, Pankowicz, Patrosz, Pelesz, Palumachanycz, Romanik, Romaniszyn, Sasko, Slymak, Stanczak, Suszko, Chomka, Car, Czopik, Czurma, Halyk, Galik, Holiniak, Chrycyszyn, Hulak, Husak, Huska, Drybak, Kaliniak, Kit, Krokosz, Kus, Litusiak, Mikita, Proc, Rytar, Tyszko, Trojanowicz, Trubko, Fedronko, Fecko, Makuch, Kuźmiak, Kuncik, Czerep, Ciołka, Rusynko, Adamiak, Wisłocki, Papacz, Dragan, Szafran, Fesz, Lech, Kania

### Nazwiska pochodzenia białoruskiego
Sapieha, Kleszczonek, Łatyszonek, Łobacz, Prokopowicz, Mickiewicz, Sienkiewicz, Paszkiewicz, Iwaszkiewicz, Pawłowicz, Łukaszewicz, Bartosiewicz, Łuckiewicz, Kościuszko, Moniuszko, Koszkało, Sienko, Szutkiewicz, Pietraszewicz, Kokoszkiewicz, Lechowicz oraz Lachowicz

### Nazwiska pochodzenia żydowskiego
Na kulturę ziem polskich oddziaływały nie tylko tradycje – ogólnie mówiąc – wschodnia i zachodnia, ale też chrześcijańska, muzułmańska i judaistyczna.
W zasadzie do końca XVIII wieku Żydzi wschodniej i centralnej Europy nie posiadali nazwisk dziedzicznych we współczesnym rozumieniu. Nie znaczy to, że do identyfikacji wystarczało im samo imię. Radzili sobie w podobny sposób jak inne narody: obok imienia używali nazwy miejsca pracy, urodzenia czy pochodzenia, wykonywanego zawodu itp., dodając do tego imię ojca lub matki.
W zaborze rosyjskim od 1845 roku Żydzi, podobnie jak inni obywatele, zmuszeni byli przybrać nazwiska dziedziczne. Należy podkreślić, że nie zawsze mogli sami decydować o wyborze nazwiska. Bardzo często zależało to od urzędnika, który mógł narzucić swoją wolę i często tak robił (szczególnie w Galicji). Dlatego też nazwiska Żydów mogą zawierać różne elementy językowe: hebrajskie, aramejskie, niemieckie, jidysz, słowiańskie i inne. Poza tym Żydzi, przybyli do Polski z terenów niemieckich, mający typowo aszkenazyjskie nazwiska zmieniali ich pisownię na polską aby zachowana została oryginalna, niemiecka wymowa fonetyczna (np. z „Goldstein” na „Goldsztajn”), podczas gdy Żydzi, którzy od początku swojej emigracji z krajów Bliskiego Wschodu zamieszkali na terenie Polski tworzyli nazwiska rodowe od swoich hebrajskich imion dodając jedynie polskie końcówki, przez co nie można ich zakwalifikować do typowo aszkenazyjskich. Cechą charakterystyczną nazewnictwa żydowskiego jest hybrydalność nazwisk, np. do hebrajskiego lub słowiańskiego tematu (rdzenia) dodawano końcówkę lub sufiks z innego języka.
Przykłady nazwisk pochodzenia żydowskiego:
Abarbanel, Abkind, Adelsztajn, Adler, Ajzyk, Akerman, Aszkenazy, Baruch, Bergajm, Berman, Blat, Bornsztajn, Bram, Chajek, Chajes, Chajkin, Chajm, Chajman, Chajmowicz, Chazan, Chelman, Cychtynger, Duszejkin, Edelkind, Epsztajn, Fajnmeser, Finkelsztajn, Fiszel, Fiszelewicz, Fogler, Frajman, Frejdkies, Frydman, Fróg, Garcsztark, Gelman, Gierszonek, Gierszonowicz, Gierszuni, Ginsburg, Glater, Glaser, Goldberg, Goldencwajg, Goldsztajn, Goldsztok, Gros, Grosman, Grynszpan, Grynsztajn, Hadad, Halpern, Halperyn, Himelfarb, Horowicz, Izraelewski, Izraelowicz, Jafe, Jofe, Kacenelenbogien, Kafman, Kalman, Kalmanowicz, Kamelgarn, Kaufman, Kempner, Kerszenbaum, Kimelfeld, Kirszbaum, Kohn, Klajner, Klajnplac, Koller, Kochen, Koperwasser, Kryger, Kranz, Kwasner, Lajbcyger, Lajpcynger, Landau, Lejba, Lejbik, Lejbowicz, Lejzer, Lejzerowski, Lewenfisz, Likerman, Litman, Majcher, Majzner, Mandel, Mandelbojm, Mandelbrojt, Mandelsztam, Margolis, Mełamed, Mendelzon, Milsztajn, Modrykamień (kalka z Blaustein), Mowszowicz, Mozes, Muszkatblit, Nirenberg, Nusman, Ofenbach, Oszer, Oszerowicz, Oszerowski, Pelman, Perlowagóra (kalka z Perelberg), Plicer, Podrabinek, Rabin, Rabinek, Rabinowicz, Rabinowski, Rabiński, Rajchbard, Rajsbaum, Rapoport, Rojtenberg, Rojtkop, Rozenbaum, Rozenblat, Rozenblum, Rozenbojm, Rozencwajg, Rozensztajn, Rubinstein, Rubińczyk, Safir, Sagał, Sajfert, Salamończyk, Sandler, Segal, Silbersztajn, Szajncholc, Szapiro, Szapocznik, Szczech, Szlamiak, Szlomowicz, Szmajser, Szmul, Sztajnchaujer, Sztalander, Sztencel, Szymchowicz, Tajtelbaum, Tempel, Trejtel, Urbach, Wajchman, Wermand, Wizental, Wolkensztajn, Zajdensztadt, Zalcer, Zalman, Zalmanowicz, Zemel, Zilber, Zilberman, Zylberholc

### Nazwiska pochodzenia tatarskiego
Abakanowicz, Achmetowicz, Assanowicz, Chazbijewicz, Kukiz, Mołczan, Trabuć, Ułaniuk, Ułanowicz

### Nazwiska pochodzenia ormiańskiego
Agopsowicz, Awedykowicz, Axentowicz, Isakowicz, Isakiewicz, Manugiewicz, Scecewicz, Sarkisiewicz, Torosiewicz, Torosowicz; często są to nazwiska dosłownie tłumaczone z ormiańskiego (np. Astwacatur „dar Boga” – Bogdanowicz), Manuił w grupie nazwisk pochodzących od imienia cerkiewnego Maniło, to z hebrajskiego immanu’el „Bóg jest z nami”, z greckiego Manouel.

### Nazwiska pochodzenia ukraińskiego
Anchimiuk, Andrejczuk, Andrejuk, Andrzejuk, Antonycz, Antoszczuk, Antczuk, Antychowicz, Bakunowicz, Bakun, Bandera, Bendera, Bondar, Bondaruk, Chwedczuk, Chwedur, Chwedoruk, Dawidiuk, Dawidziuk, Demidiuk, Denisiuk, Dmitruk, Doroszewicz, Dorosz, Doroszuk, Fedoruk, Fiedoruk, Haponiuk, Hawryluk, Harasymiuk, Harasym, Hodonczuk, Hryciuk, Hryniuk, Hryć, Hryń, Ihnatiuk, Ignatowicz, Ilczuk, Jakimiuk, Juchimczuk, Jaremczuk, Jarymowicz, Jarema, Jawdosiuk, Jendrejcak, Jendrzejczak, Juszczuk, Karpiuk, Polikarp, Kiluk, Kiła, Kiryło, Kiryluk, Kirylczuk, Korniluk, Korniło, Kostiuk, Kościuczuk, Kowalczuk, Krawczuk, Krawać, Krawacz, Kuźmiuk, Kuźma, Kosma, Kostiuczuk, Kościuczuk, Laszuk, Lasz, Łukianiuk, Łukijańczuk, Łukian, Łukianenko, Mackiewicz, Macko, Maciejuk, Matwij, Malczuk, Malec, Marczenko, Marczeniuk, Martyniuk, Maryniuk, Matejczuk, Mikitiuk, Mikita, Maloletko, Nikita, Niczyporuk, Niczypur, Ochrymiuk, Ohijewicz, Oksentiuk, Oksetiuk, Akseniuk, Oleksiuk, Oleksa, Omelianiuk, Onikijuk, Oniszczuk, Onopiuk, Onopryjuk, Osipczuk, Osipiuk, Osipczuk, Ostapczuk, Ostapiuk, Owerczuk, Owsijuk, Panasiuk, Parfiniuk, Patejuk, Pieńczuk, Pieśluk, Pińczuk, Pilipczuk, Pilipiuk, Radiwoniuk, Radwaniuk, Radwoniuk, Sać, Saczko, Soćko, Sacharczuk, Sawczuk, Zacharczuk, Seheń, Selewoniuk, Siliwoniuk, Selwesiuk, Sylwesiuk, Semeniuk, Soroczyński, Supruniuk, Swirydiuk, Tereszczuk, Tkaczuk, Tofiluk, Teofiluk, Tymoszenko, Wakuluk, Waszczuk, Wawdejuk, Wawreniuk, Weremijuk, Wołosik, Wołosowicz, Wołostowski

### Nazwiska pochodzenia węgierskiego
Balazs, Batory (węg. Báthory: zanik bezdźwięcznego h), Bekiesz, Geremek, Gierek, Szalak, Wajda, Warga, Botor, Kondysar, Kossut, Ciara, Rakoczy (węg. Rákóczi: wymiana i na y), Rudaś (węg. Rudas: dopasowanie pisowni do wymowy Rudasz), Tekieli, Jaki.

### Nazwiska polskie pochodzenia wołoskiego
Balon, Bryndza, Bryndzak, Bryndziak, Caban, Cap, Cioban, Dzioban, Dziuban, Dziurdzik, Gajda, Gawęda, Magura, Moczan, Romaniak, Turbak, Wlach, Wlachnik, Wołoch, Wołoszyn, Wołochowicz, Wołoszczak, Wołoszczyk, Wołoszyk.

### Pozostałe
- holenderskie i flamandzkie: Flemming, Gandor, Gandar, Gądor, Wandor
- gruzińskie: Cereteli, Tumaniszwili;
- bałkańskie (głównie serbsko-chorwackie): Durasik, Duriasz, Gajić, Juraszewicz (od Juraševič), Juraszczyk, Jurasz, Popowicz,
- łacińskie: Kwendrans, Saternus;
- włoskie: Badzio (od Baggio), Bardini, Paulsini, Bacciarelli, Caprani, Pożoni, Pinoci, Largini, Fodyga (od Fodige), Socyn (od Sozzini), Rosati;
- angielskie: Hall, Hill (od ang. wzgórze), Clinton (Klinton);
- francuskie: Chopin (Szopen), Baudouin de Courtenay, de Turnel, de Duval;
- szwedzkie: Janson, Szwedo.

## Najpowszechniejsze nazwiska w Polsce
|     |                   | ok. 2002 | stan na 2009 | stan na 2023 |
| 1.  | Nowak             | 203 506  | 199 008      | 201 315      |
| 2.  | Kowalski (a)      | 139 719  | 136 937      | 135 959      |
| 3.  | Wiśniewski (a)    | 109 855  | 108 072      | 108 641      |
| 4.  | Wójcik            | 99 509   | 97 995       | 98 121       |
| 5.  | Kowalczyk         | 97 796   | 96 435       | 96 421       |
| 6.  | Kamiński (a)      | 94 499   | 92 831       | 93 578       |
| 7.  | Lewandowski (a)   | 92 449   | 90 935       | 91 833       |
| 8.  | Zieliński (a)     | 91 043   | 89 118       | Dopracować   |
| 9.  | Szymański (a)     | 89 091   | 87 570       | Dopracować   |
| 10. | Woźniak           | 88 039   | 87 155       | Dopracować   |
| 11. | Dąbrowski (a)     | 86 132   | 84 497       | Dopracować   |
| 12. | Kozłowski (a)     | 75 962   | 74 790       | Dopracować   |
| 13. | Jankowski (a)     | 68 514   | 67 243       | Dopracować   |
| 14. | Mazur             | 66 773   | 66 034       | Dopracować   |
| 15. | Wojciechowski (a) | 66 361   | 65 239       | Dopracować   |
| 16. | Kwiatkowski (a)   | 66 017   | 64 963       | Dopracować   |
| 17. | Krawczyk          | 64 048   | 62 832       | Dopracować   |
| 18. | Kaczmarek         | 61 816   | 60 713       | Dopracować   |
| 19. | Piotrowski (a)    | 61 380   | 60 255       | Dopracować   |
| 20. | Grabowski (a)     | 58 393   | 57 426       | Dopracować   |
| 21. | Zając             |          | 54 673       | Dopracować   |
| 22. | Pawłowski (a)     | 54 368   |              | Dopracować   |
| 23. | Michalski (a)     | 53 649   |              | Dopracować   |
| 24. | Król              | 53 050   |              | Dopracować   |
| 25. | Jabłoński (a)     | 49 538   |              | Dopracować   |
| 26. | Wróbel            | 49 461   |              | Dopracować   |
| 27. | Wieczorek         | 49 385   |              | Dopracować   |
| 28. | Nowakowski (a)    | 48 684   |              | Dopracować   |
| 29. | Majewski (a)      | 47 977   |              | Dopracować   |
| 30. | Olszewski (a)     | 46 942   |              | Dopracować   |
| 31. | Stępień           | 46 812   |              | Dopracować   |
| 32. | Jaworski (a)      | 46 212   |              | Dopracować   |
| 33. | Malinowski (a)    | 46 145   |              | Dopracować   |
| 34. | Dudek             | 44 982   |              | Dopracować   |
| 35. | Adamczyk          | 45 503   |              | Dopracować   |
| 36. | Pawlak            | 44 319   |              | Dopracować   |
| 37. | Górski (a)        | 44 397   |              | Dopracować   |
| 38. | Nowicki (a)       | 44 588   |              | Dopracować   |
| 39. | Sikora            | 43 259   |              | Dopracować   |
| 40. | Walczak           | 43 442   |              | Dopracować   |
| 41. | Witkowski (a)     | 43 728   |              | Dopracować   |
| 42. | Baran             | 42 727   |              | Dopracować   |
| 43. | Rutkowski (a)     | 42 701   |              | Dopracować   |
| 44. | Michalak          | 41 681   |              | Dopracować   |
| 45. | Szewczyk          | 41 536   |              | Dopracować   |
| 46. | Ostrowski (a)     | 40 870   |              | Dopracować   |
| 47. | Tomaszewski (a)   | 39 282   |              | Dopracować   |
| 48. | Pietrzak          | 38 652   |              | Dopracować   |
| 49. | Wróblewski (a)    | 38 100   |              | Dopracować   |
| 50. | Borowski (a)      | 36 200   |              | Dopracować   |

## Najpowszechniejsze nazwiska w województwach
Uwzględniono też nazwiska na miejscu czwartym, które nie są w pierwszej trójce w żadnym województwie.
| dolnośląskie       | dolnośląskie | dolnośląskie |
| ------------------ | ------------ | ------------ |
| 1.                 | Nowak        | 12 217       |
| 2.                 | Kowalski     | 9429         |
| 3.                 | Tarnowski    | 7046         |
| kujawsko-pomorskie |              |              |
| 1.                 | Lewandowski  | 23 133       |
| 2.                 | Wiśniewski   | 18 410       |
| 3.                 | Kowalski     | 12 076       |
| 4.                 | Zieliński    | 11 382       |
| lubelskie          |              |              |
| 1.                 | Wójcik       | 12 937       |
| 2.                 | Mazurek      | 9644         |
| 3.                 | Mazur        | 8019         |
| lubuskie           |              |              |
| 1.                 | Nowak        | 5444         |
| 2.                 | Kaczmarek    | 3121         |
| 3.                 | Kowalski     | 2904         |
| 4.                 | Szymański    | 2900         |
| łódzkie            |              |              |
| 1.                 | Nowak        | 15 460       |
| 2.                 | Kowalski     | 15 005       |
| 3.                 | Kowalczyk    | 13 121       |

| małopolskie  | małopolskie   | małopolskie |
| ------------ | ------------- | ----------- |
| 1.           | Nowak         | 23 671      |
| 2.           | Wójcik        | 13 347      |
| 3.           | Zając         | 10 206      |
| 4.           | Król          | 8477        |
| mazowieckie  |               |             |
| 1.           | Kowalski      | 26 270      |
| 2.           | Wiśniewski    | 21 940      |
| 3.           | Kowalczyk     | 21 586      |
| opolskie     |               |             |
| 1.           | Nowak         | 5538        |
| 2.           | Wieczorek     | 2654        |
| 3.           | Mazur         | 2512        |
| podkarpackie |               |             |
| 1.           | Mazur         | 9530        |
| 2.           | Nowak         | 9301        |
| 3.           | Baran         | 8022        |
| podlaskie    |               |             |
| 1.           | Dąbrowski     | 7177        |
| 2.           | Kozłowski     | 5560        |
| 3.           | Zalewski      | 5165        |
| pomorskie    |               |             |
| 1.           | Wiśniewski    | 7446        |
| 2.           | Kamiński      | 6752        |
| 3.           | Wojciechowski | 6687        |

| śląskie             | śląskie       | śląskie |
| ------------------- | ------------- | ------- |
| 1.                  | Nowak         | 31 838  |
| 2.                  | Kowalski      | 11 811  |
| 3.                  | Wójcik        | 11 440  |
| świętokrzyskie      |               |         |
| 1.                  | Nowak         | 11 692  |
| 2.                  | Wójcik        | 8377    |
| 3.                  | Stępień       | 7704    |
| warmińsko-mazurskie |               |         |
| 1.                  | Wiśniewski    | 7994    |
| 2.                  | Kozłowski     | 7764    |
| 3.                  | Kowalski      | 6480    |
| wielkopolskie       |               |         |
| 1.                  | Nowak         | 35 011  |
| 2.                  | Kaczmarek     | 24 185  |
| 3.                  | Wojciechowski | 12 928  |
| 4.                  | Woźniak       | 12 734  |
| zachodniopomorskie  |               |         |
| 1.                  | Nowak         | 7444    |
| 2.                  | Kowalski      | 6345    |
| 3.                  | Wiśniewski    | 6284    |

## Przepisy prawne
- Ustawa z dnia 25 lutego 1964 r. - Kodeks rodzinny i opiekuńczy (Dz.U. z 2023 r. poz. 2809)
- Ustawa z dnia 17 października 2008 r. o zmianie imienia i nazwiska (Dz.U. z 2021 r. poz. 1988).
- Ustawa z dnia 15 listopada 1956 r. o zmianie imion i nazwisk (Dz.U. z 1956 r. nr 56, poz. 254, ze zm.).
- Dekret z dnia 10 listopada 1945 r. o zmianie i ustaleniu imion i nazwisk (Dz.U. z 1945 r. nr 56, poz. 310, ze zm.), na podstawie ustawy z dnia 3 stycznia 1945 o trybie wydawania dekretów z mocą ustawy (Dz.U. z 1945 r. nr 1, poz. 1).
- Ustawa z dnia 22 marca 1929 r. o zmianie nazwisk hańbiących, ośmieszających lub nielicujących z godnością człowieka (Dz.U. z 1930 r. nr 3, poz. 16)
- Ustawa z dnia 24 października 1919 r. w przedmiocie zmiany nazwisk (Dz.U. z 1919 r. nr 88, poz. 478, ze zm.)
- Rozporządzenie Rządu Pruskiego o zmianie nazwisk z dnia 3 listopada 1919 (Zb. u. prusk., s. 177)
- Rozporządzenie Rządu Pruskiego o przybieraniu nazwisk szlacheckich w postaci zupełnej z dnia 3 listopada 1919 (Zb. u. prusk., s. 179)
- Rozporządzenie Ministra Spraw Wewnętrznych Prus z dnia 12 lutego 1920 (Dziennik Ministerialny Pruskiej Administracji Wewnętrznej, s. 74)
- Zarządzenie Ministra Sprawiedliwości z dnia 17 kwietnia 1937 w sprawie zmiany imion osób, zamieszkałych na obszarze górnośląskiej części województwa śląskiego (Dz. Urzęd. Min. Sprawiedl. N5, s. 69)